# Espinho Branco
Espinho Branco es una Localidad caboverdiana del municipio de São Miguel.

## Geografía
La localidad está situada en la isla de Santiago.

## Organización territorial
La localidad abarca los lugares y barrios de:
- Achada Brufa
- Achada Espinho Branco
- Achada Rabelado
- Cagarro
- Chã Baixo
- Lém Cardoso
- Lém Pereira
- Po Fino
- Ponta Cabral
- Tabuleiro

## Historia
La localidad es conocida por ser una de las zonas de asentamiento de la comunidad de los Rabelados, una escisión religiosa cristiana de origen autóctono.